# Powiat przemyski (Galicja)
Powiat przemyski – dawny powiat kraju koronnego Królestwo Galicji i Lodomerii, istniejący w latach 1867–1918.
Siedzibą c.k. starostwa był Przemyśl. Powierzchnia powiatu w 1879 roku wynosiła 8,5523 mil kw. (492,1 km²), a ludność 74 147 osób. Powiat liczył 117 osad, zorganizowanych w 115 gmin katastralnych.
Na terenie powiatu działały 2 sądy powiatowe – w Przemyślu i Niżankowicach.

## Starostowie powiatu
- Wiktor Abrahamsberg (1866–1868)
- Antoni Seidler (1868–1879)
- Albin Zajączkowski (1879–1887)
- Edward Gorecki (1887–1897)
- Józef Lanikiewicz (1897–1910)
- Leon Kruszyński (1.I.1910–1912)[1]
- Bogusław Kieszkowski (od 20 V 1912[2][3], zm. 15 XII 1912[4][5])
- Zygmunt Żeleski (od 1912[6], podczas I wojny światowej)[7]

## Komisarze rządowi
- Karol Kolarzowski (1871)
- Władysław Marynowski (1871–1882)[8]
- Julian Hornicki (1882)
- Stanisław Linde (1890, 1892[9])

## Komisarze powiatowi
- Tadeusz Malinowski (1917)[10]